# 加賀製紙
加賀製紙（かがせいし）は、ボール紙等の生産、貼り合わせを専業とする製紙会社である。本社は石川県金沢市にある。

## 略歴
- 1915年（大正4年） 石川県金沢市にて創業。